# جان راسل (هنرپیشه)
جان راسل (انگلیسی: John Russell؛ ۳ ژانویهٔ ۱۹۲۱ – ۱۹ ژانویهٔ ۱۹۹۱) یک هنرپیشه، و افسر (ارتش) اهل ایالات متحده آمریکا بود.
از فیلم‌ها یا برنامه‌های تلویزیونی که وی در آن نقش داشته است می‌توان به ریو براوو اشاره کرد.

## مرگ
راسل در سال 1991 بر اثر عوارض ناشی از آمفیزم درگذشت.  او در سال 1943 با رناتا تیتوس ازدواج کرد. 